# Sergio Marcelo Vázquez
Sergio Marcelo Vázquez (* 14. Oktober 1972 in Flores) ist ein ehemaliger uruguayischer Fußballspieler auf der Position eines Stürmers.

## Laufbahn

### Verein
Vázquez begann seine Profikarriere bei den Montevideo Wanderers, mit denen er 1990 das Torneo Competencia gewann.
1994 wechselte er in die chilenische Profiliga, in der er für jeweils eine Spielzeit bei Deportes Temuco, den Rangers de Talca und dem CD Antofagasta unter Vertrag stand.
1997 wurde er vom mexikanischen Club Necaxa verpflichtet, mit dem er im Winter 1998 die mexikanische Fußballmeisterschaft gewann. Nach drei Jahren in Diensten der Necaxistas verbrachte er drei weitere Jahre bei den mexikanischen Klubs UANL Tigres und Puebla FC. Anschließend kehrte er auf die südliche Halbkugel zurück, wo er zunächst ein kurzzeitiges Engagement bei Nacional Montevideo fand und anschließend seine aktive Laufbahn in Reihen der Rangers de Talco ausklingen ließ.

### Nationalmannschaft
Vázquez absolvierte alle drei Spiele für die uruguayische U-20-Nationalmannschaft bei der für sie so enttäuschenden Junioren-Fußballweltmeisterschaft 1991 (letzter Platz in der Vorrundengruppe D bei 0:7 Toren).

## Erfolge
- Mexikanischer Meister: Invierno 1998
- Torneo Competencia: 1990